# انتخابات سراسری ۱۹۳۷ ژاپن
انتخابات سراسری ۱۹۳۷ ژاپن (انگلیسی: 1937 Japanese general election)در تاریخ ۳۱ مارس ۱۹۳۷ در ژاپن برگزار شد. حزب دموکراتیک مشروطه (ژاپن) (ریکّن مینسیتو) با ۱۷۹ کرسی از ۴۶۶ کرسی به عنوان بزرگترین حزب مجلس ظاهر شد.